# Торнтон, Кэтрин
Кэ́трин Ра́йан Ко́рделл То́рнтон (англ. Kathryn Ryan Cordell Thornton; род. 17 августа 1952, Монтгомери, Алабама) — американская женщина-астронавт и физик. Совершила 4 космических полёта (1989, 1992, 1993, 1995), провела 975 часов на орбите и 21 час в открытом космосе.

## Образование и организации
- Auburn University (B.S., physics, 1974)
- University of Virginia (Mast., physics, 1977)
- University of Virginia (Doct., physics, 1979)
- Max Planck Institute for Nuclear Physics (Postdoctoral Fellowship)
- Member of the American Physical Society
- Associate Dean for Graduate Programs in the University of Virginia School of Engineering and Applied Science (1996).
- Director of UVA’s Center for Science, Mathematics, and Engineering Education.

## Карьера в НАСА
- В  НАСА с 1984 года.

## Космические полёты
- Кэтрин Торнтон стала 223-м человеком в космосе, 133-м астронавтом США и 12-й женщиной, совершившей орбитальный космический полёт.
- 23 ноября 1989 : Discovery STS-33
- 7 мая 1992 : Endeavour STS-49
- 2 декабря 1993 : Endeavour STS-61
- 20 октября 1995 : Columbia STS-73
- Эмблемы миссий: